# Bharat Anand
Bharat N. Anand es un economista estadounidense, profesor de gestión empresarial en la Unidad de Estrategia de la Escuela de Negocios de Harvard y presidente de la facultad de la iniciativa HBX. También es miembro del Comité de Facultad de HarvardX de la universidad.
Su investigación se centra en la organización industrial aplicada y empírica, y examina la competencia en los mercados de bienes de información, con un enfoque principal en los medios y el entretenimiento. También es un experto en estrategia multiempresarial. Preside varios programas de educación ejecutiva, incluido el programa de educación ejecutiva de la escuela sobre estrategias de medios.

## Biografía
Recibió una licenciatura en economía, magna cum laude, de la Universidad de Harvard, y su doctorado en economía de la Universidad de Princeton, donde fue nominado a la Princeton Junior Society of Fellows. Su trabajo examina los problemas contemporáneos de la información masiva y las estrategias de los medios relacionados.
Es el autor de The Content Trap, que contiene lecciones para empresas, emprendedores e individuos que intentan averiguar qué hacer a continuación.
Es autor de numerosos estudios de casos de estrategia empresarial y corporativa, incluidos los de Capital One, Danaher Corporation, The Economist, International Management Group, News Corporation, Random House y Schibsted. Durante varios años, Anand impartió el popular curso electivo de segundo año en Estrategia Corporativa, por el que recibió el Premio de la Facultad a la Excelencia Docente de la clase MBA de 2006 y la clase MBA de 2007. Se ha desempeñado como director del curso de Estrategia de primer año en HBS, y actualmente es profesor de Estrategia en el Programa de Dirección General.